# Funghi mucillaginosi
I funghi mucillaginosi sono organismi unicellulari acrasiomiceti (Acrasiomycota quindi mononucleati) o mixomiceti (Myxomycota quindi plasmodiali). Non fanno parte del regno dei funghi. Il gruppo è un nome informale e rappresenta un insieme polifiletico contenente organismi appartenenti ai cladi: Stramenopiles, Rhizaria, Discoba (Acrasiomiceti), Amoebozoa (Mixomiceti e Copromyxa) e Holomycota.  
Mentre gli acrasiomiceti sono mononucleati, i mixomiceti sono in grado, se le riserve alimentari a loro disposizione si riducono, di aggregarsi durante una fase del loro ciclo vitale in un'unica massa citoplasmatica, detta plasmodio, eliminando le membrane cellulari divisorie, pertanto il plasmodio risulta una cellula plurinucleare che arriva a contenere più di 100 000 nuclei. 
I funghi mucillaginosi sono un gruppo di organismi che vengono classificati tra i protisti e somigliano alle amebe. Sono organismi eucarioti eterotrofi che per gran parte del loro ciclo vitale si trovano sotto forma di plasmodio, un unico protoplasma plurinucleato non delimitato da pareti rigide. Si nutrono di materiale organico in decomposizione: batteri, lieviti e particelle organiche. Sono detti mucillaginosi perché formano ammassi di consistenza gelatinosa. Vivono nel terreno umido dove si nutrono di foglie morte o su tronchi di alberi in putrefazione, dove è abbastanza facile osservarli in quanto risaltano per i colori caldi, quali rosso e giallo-arancio.
Hanno un ciclo vitale aplodiplonte: la generazione diploide è costituita dal plasmodio plurinucleato, mentre la generazione aploide è costituita da cellule singole.
Nel momento della riproduzione sessuale il plasmodio forma uno o più corpi fruttiferi (sporocarpi con pareti spesso incrostate di calcare) nei quali la meiosi porta alla formazione di meiospore. In condizioni favorevoli le meiospore germinano, formando singole cellule aploidi, di due tipi tra loro interconvertibili: mixamebe o mixomonadi (prive di flagelli), e planociti o mixoflagellate (dotate di due flagelli di diversa lunghezza). Mixamebe e planociti possono fondersi, dando origine ad un amebozigote che può dividersi per endomitosi o fondersi con altri amebozigoti per formare il plasmodio.
Il plasmodio può, in condizioni avverse, formare uno sclerozio per resistere al periodo di stress, per poi ritornare ad una normale funzionalità una volta che le condizioni ritornino favorevoli.

## Principali differenze con i funghi
|            | Aspetto delle Creste Mitocondriali | Polisaccaridi della Parete Cellulare | Tipo di Nutrizione | Spore Mobili | Sintesi di Lisina           |
| ---------- | ---------------------------------- | ------------------------------------ | ------------------ | ------------ | --------------------------- |
| Mixomiceti | a forma Tubolare                   | composti di Cellulosa                | di tipo Fagocitosa | Si           | Acido Diaminopimelico (DPA) |
| Funghi     | a forma di Sacchi Appiattiti       | composti di Chitina                  | per Assorbimento   | No           | Acido Amminoadipico (AAA)   |